# وارن چیمببه
وارن چیمببه (انگلیسی: Warren Tchimbembé؛ زادهٔ ۲۱ آوریل ۱۹۹۸) بازیکن فوتبال اهل فرانسه است.
از باشگاه‌هایی که در آن بازی کرده‌است می‌توان به باشگاه فوتبال متس و باشگاه فوتبال تروا اشاره کرد.
وی همچنین در تیم ملی فوتبال کنگو بازی کرده‌است.